# Deux-Montagnes (regionalna gmina hrabstwa)
Deux-Montagnes – regionalna gmina hrabstwa (MRC) w regionie administracyjnym Laurentides prowincji Quebec, w Kanadzie. Stolicą jest miasto Deux-Montagnes. Składa się z 7 gmin: 3 miast i 4 gmin.
Deux-Montagnes ma 95 670 mieszkańców. Język francuski jest językiem ojczystym dla 89,6%, angielski dla 6,3% mieszkańców (2011).